# جاك كورت
جاك كورت (بالإنجليزية: Jack Court)‏ (13 يونيو 1919 في المملكة المتحدة - 29 يونيو 1975) هو مدرب كرة قدم ولاعب كرة قدم بريطاني (وحمل سابقاً جنسية المملكة المتحدة لبريطانيا العظمى وأيرلندا) في مركز مهاجم داخلي. لعب مع دندي يونايتد وسويندون تاون وكارديف سيتي ونادي دمبرتون ونادي دندي ونادي مارغيت ونادي دوفر أتليتيك وتشاثام تاون ‏ وSittingbourne F.C. ‏ ونادي ويموث.